# Phật giáo tại Bhutan

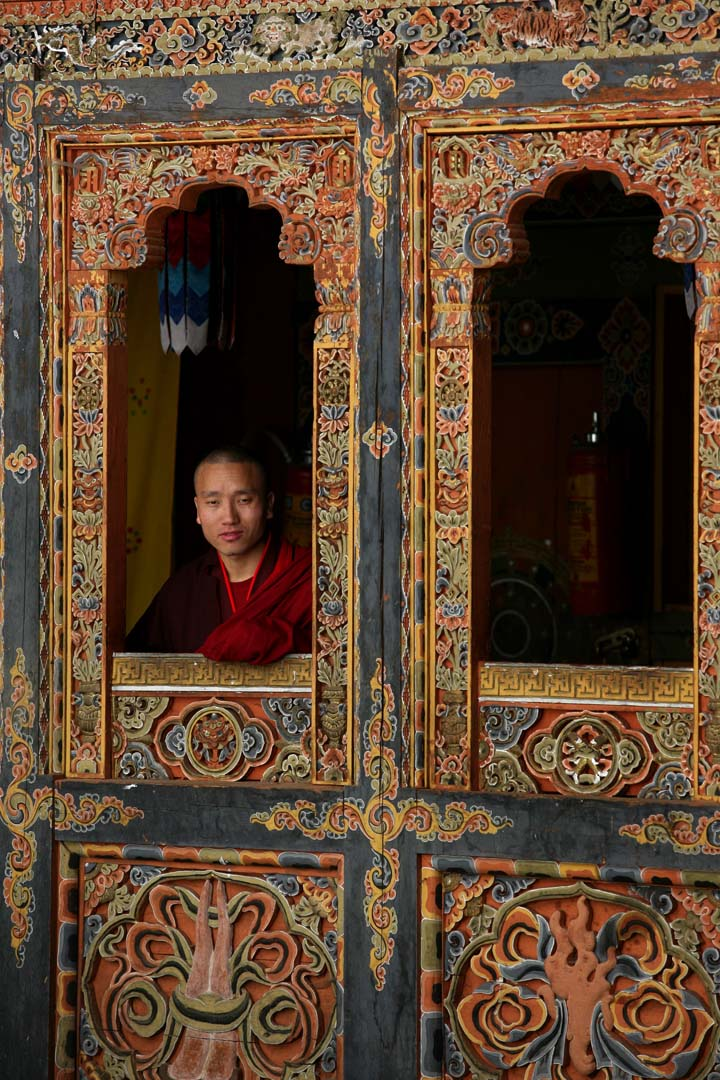
Một Phật tử ở Bhutan đứng trước cửa

Phật giáo là tôn giáo được thực hành rộng rãi nhất ở Bhutan. Kim cương thừa là quốc giáo của Bhutan, Phật giáo chiếm 75% và Ấn Độ giáo chiếm 23% dân số. Mặc dù Phật giáo được thực hành ở Bhutan là Phật giáo Tây Tạng, khác xa đáng kể trên phương diện nghi thức, phụng vụ, và các tăng đoàn. Quốc giáo từ lâu đã được chính phủ hỗ trợ về tài chính thông qua các khoản trợ cấp hàng năm cho Tịnh xá, đền chùa, Phật tử, và Ni sư. Trong thời đại ngày nay, quốc giáo trong thời trị vì của Jigme Dorji Wangchuck được hỗ trợ bao gồm việc sản xuất một vạn tượng Phật Thích Ca được đúc đồng mạ vàng, Xuất bản khoảng 108 ấn bản thư pháp Kangyur và 225 ấn bản Tengyur, và xây dựng nhiều bảo tháp (chorten) xung quanh đất nước. Bảo đảm đại diện Quốc hội và Hội đồng Cố vấn Hoàng gia, Phật tử chiếm phần đông xã hội và được đảm bảo có tiếng nói ảnh hưởng trong chính sách công.

## Cờ cầu nguyện của các phật tử
Các tín đồ sùng Phật ở Bhutan dùng cờ như một phần trong nghi thức sùng kính của họ. Cờ được treo trên các dải dây dài, treo quanh nhà và treo trên cách chùa chiền, treo gần sông, hồ và các nơi có núi non được tin là sẽ đem lại hạnh phúc, trường thọ và thịnh vượng cho người sùng bái cũng như cho tất cả dân cư trong vùng.
Cờ cầu nguyện xem như là lễ vật dâng lên Đức Phật và các vị Bồ Tát, các vị thần cai quản sông hồ và núi non. Khi gió  làm các lá cờ tung bay mang theo nội dung cầu nguyện được in trên lá cờ đến nơi gió thổi đến. Cờ cầu nguyện cũng nhắc nhở về thuyết giáo (Những chân lí do Đức Phật dạy bảo) cho các phật tử khi họ phải bận tâm với công việc buôn bán hàng ngày. Năm màu cờ tượng trưng cho 5 thành tố (tạo thành vũ trụ) và cờ cầu nguyện được treo theo thứ tự sau: Màu vàng(đất), Màu xanh(nước), Màu đỏ(lửa), Màu trắng(mây), và Màu xanh dương(bầu trời). Các cờ vải truyền thống được in trên các cờ hiện nay được làm bằng chất liệu bền hơn.